# Eugène Prévost
Eugène Prévost   (Champdôtre, 29 de juny de 1863 - Savigny-lès-Beaune, 26 de novembre de 1961) va ser un ciclista francès que va córrer entre 1896 i 1904. Durant aquests anys aconseguí 1 victòria, en la primera edició de la París-Tours, el 1896. També va participar al Tour de França de 1904, però va abandonar la primera etapa.

## Palmarès
- 1896: 1r a la París-Tours
- 1904: Abandona (1a etapa) al Tour de França